# Calophasia andina
Calophasia andina là một loài bướm đêm trong họ Noctuidae.